# مارشیچ
مارشیچ (به صربی: Maršić) یک منطقهٔ مسکونی در صربستان است که در شومادئیا و صربستان غربی واقع شده‌است. مارشیچ ۳٬۵۶۸ نفر جمعیت دارد و ۲۳۹ متر بالاتر از سطح دریا واقع شده‌است.